# دی لیر
دی لیر (به هلندی: De Lier) یک منطقهٔ مسکونی در هلند است که در وستلاند واقع شده‌است. دی لیر ۱۱٫۹۲۵ نفر جمعیت دارد.